# G. L. Nagel

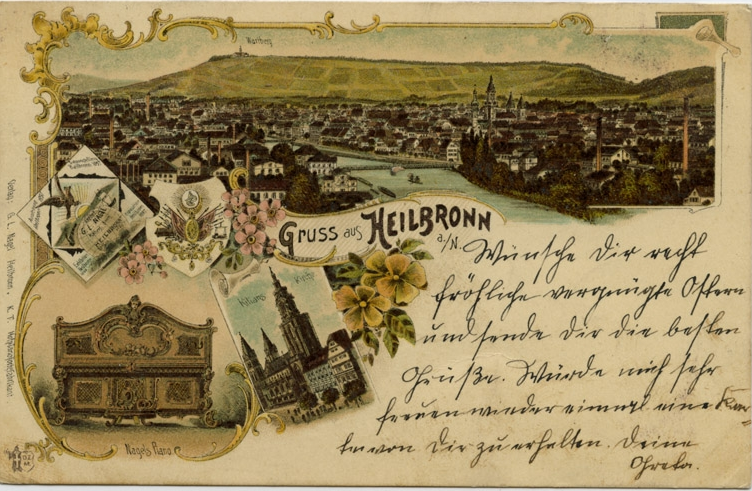
Ansichtskarte anlässlich der Heilbronner Gewerbe-, Industrie- und Kunstausstellung 1897 mit Nagels Emblem

G. L. Nagel war eine Klavierfabrik (Pianofortefabrik) in Heilbronn. Sie führte die Bezeichnung kaiserlich ottomanische Hof-Pianofortefabrik und war ab dem 25. Februar 1906 auch württembergischer Hoflieferant.

## Geschichte
Über das Gründungsjahr sind unterschiedliche Angaben im Umlauf; im Jahr 1897 wurde das Jahr 1828 genannt, ebenso noch 1918, in einer Anzeige von 1932 dagegen das Jahr 1818. Van Medevoort hingegen gibt an, die Fabrik sei erst 1862 eingerichtet worden. Wahrscheinlich wurde bei den Angaben zu einer früheren Gründung eine Vorgängerfirma berücksichtigt. Gerhardt (oder Gerhard) Ludwig Nagel (* 1829; † 7. März 1897) jedenfalls, dessen Initialen offenbar im Firmennamen erscheinen, war ab 1859 in Heilbronn ansässig. Etwa ab 1870 befand sich die Klavierfabrik G. L. Nagel in der Turmstraße 27 und 27a. 1906 waren Wilhelm und Hermann Nagel die Inhaber von G. L. Nagel.
Nach Auflösung der ebenfalls in Heilbronn ansässigen Klavierfabrik C. F. Glass & Co. übernahm G. L. Nagel 1928 oder 1929 deren Bestände und produzierte fortan auch Glass-Pianos.
Kriegsbedingt musste die Produktion im Jahr 1939 eingestellt werden; es wurden jedoch noch einige Jahre lang Restbestände verkauft. Die Klavierfabrik wurde im Zweiten Weltkrieg zerstört.